# Chlorochaeta quadrinotata
Chlorochaeta quadrinotata là một loài bướm đêm trong họ Geometridae.